# Kell am See
Kell am See (lett.: «Kell al lago»; fino al 1992 semplicemente Kell) è un comune di 1.896 abitanti della Renania-Palatinato, in Germania.
Appartiene al circondario di Treviri-Saarburg ed è amministrato dalla Verbandsgemeinde Kell am See.